# Cueva del Pindal
La cueva del Pindal es una cueva prehistórica del norte de España, que se sitúa en las proximidades de la localidad de Pimiango (concejo de Ribadedeva), en el extremo oriental del Principado de Asturias. Posee una planta lineal en la que se distinguen dos sectores: el oriental, abierto al público, y el occidental, de acceso restringido. Esta cueva posee unas pinturas rupestres conocidas ya desde 1908. Está incluida en la lista del Patrimonio de la Humanidad de la Unesco desde julio de 2008, dentro del conjunto «Cueva de Altamira y arte rupestre paleolítico de la cornisa cantábrica». Además, está declarada como bien de interés cultural (RI-51-0000271) desde el 25 de abril de 1924.

## Geología
El sustrato geológico del entorno data del Paleozoico, encontrándose rocas cuarcíticas de la Formación Barrios (Ordovícico), la sucesión detrítica de la Formación Ermita (Devónico) y las formaciones carbonatadas de la Caliza de Alba y Caliza de Barcaliente, sobre la cual se desarrolla todo el complejo kárstico.

## Geomorfología
La geomorfología del entorno de la cueva resulta de la actuación de varios procesos:

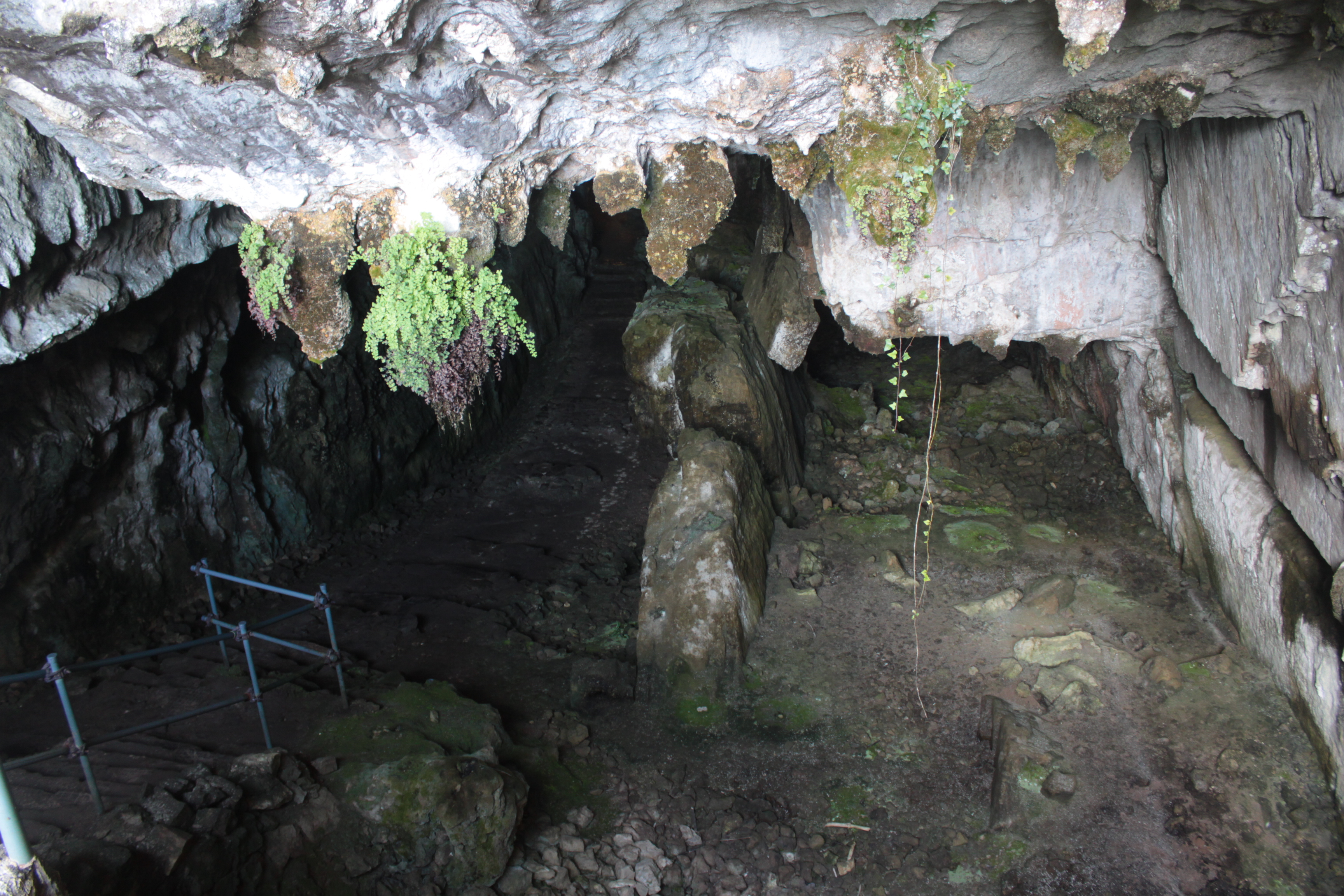
Interior de la cueva

- Litorales. Se observan dos antiguas plataformas de abrasión emergidas por procesos tectónicos y/o descenso del mar que son la Rasa II de Pimiango (160 m), situada al norte y que se asienta sobre la cuarcita de Barrios; y la Rasa I (50 m), situada al sur, que se asienta sobre la caliza de Barcaliente.

- Torrenciales, que han originado la aparición de cuencas y abanicos torrenciales en el frente norte de la Rasa II de Pimiango.

- De gravedad. Depósitos de gravedad (caída de rocas más reptación) que han originado derrubios en las laderas de las cuencas torrenciales y en la zona del frente de la Rasa II de Pimiango.

- Kársticos. Dolinas, rellenos de materiales insolubles de la caliza y un valle ciego formado por coalescencia de varias dolinas sobre la Rasa I de Pimiango, bajo la cual se ubica la cueva.

La existencia de anisotropias (diaclasas, fallas) favorece a la infiltración de las aguas superficiales y de los cauces próximos, que juntas forman aguas agresivas que disuelven las rocas de litología carbonatada, generando así cuevas subterráneas.
La cueva del Pindal se caracteriza principalmente por desarrollar formas fluviokársticas (destacando roof pendants), de gravedad (destacando los depósitos de colapso) y de precipitación química así como gran cantidad de espeleotemas (estalactitas, estalagmitas y columnas).

## Pinturas rupestres
La mayoría de las representaciones están situadas en los paneles de la derecha de la cueva. Se han documentado en diferentes investigaciones la existencia de 13 bisontes, 8 caballos, una cierva, un ciervo y unas astas aisladas, un mamut y otras figuras no reconocibles.
Existen también abundantes signos de color rojo como puntos, trazos, trazos paralelos y figuras claviformes.